# Уњетичка култура
Уњетичка култура је једна од водећих култура раног и средњег бронзаног доба у средњој Европи, која је названа по локалитету – великој некрополи – недалеко од Прага, који се зове Уњетице. Ова култура се ширила на подручју Чешке и Моравске по утицајима културе звонастих пехара и културе карпатске котлине. Захватила је и Словачку, Пољску, део Аустрије и већи део Немачке.

## Фазе Уњетичке културе
Ова култура се дели на три фазе:
| Рана фаза   | 1800-1650. п. н. е. |
| Средња фаза | 1650-1500. п. н. е. |
| Позна фаза  | 1500-1450. п. н. е. |

У раној фази користе се рудна лежишта и израђују предмети од бронзе, насеља су полуукопана, станишта правоугаоне или елипсоидне основе са надземном дрвеном конструкцијом.

## Сахрањивање
Некрополе су у близини насеља са груписаним гробовима.
Сахрањивање је у згрченом положају на десном боку, лицем према истоку и на левом боку, лицем прма западу.
Гробне раке су правоугаоне или елипсодине, облагане дрветом и травом.
Уз покојника су стављане и посуде (најчешће код ногу), као и оружје и накит.

## Керамика
У раној фази керамика је монохромна, сива, без украса. Од облика су присутне трбушасте шоље и крчази са кратком вертикалном дршком.

## Предмети од метала
Нађено је обиље бакарног и бронзаног накита:
- игле (кипарске, са различитим обликом главе)
- спиралне наруквице
- украсне плоче
- наочарасти привесци

Такође су присутни и троугаони и листолики бодежи, као и секире са крилцима

## Средња фаза
У средњој фази металуршки центри су у успону, што доводи до раслојавања друштва. Гробови племенских старешина имају форму тумула грађених од камена или дрвених греда са богатим прилозима од бронзе и злата. Керамичке посуде током средње фазе имитирају металне по узору на микенске, јављају се издужени бодежи и масивни накит.

## Позна фаза
Током ове фазе јављају се градинска утврђења и нове врсте бронзаног оружја и оруђа и то:
- секире са лепезастом сечицом
- врхови копља
- длета
- посуде са при дну оштро профилисаним трбухом